# Luis Caminos
Luis Caminos – paragwajski wojskowy (pułkownik) i polityk.
W sierpniu 1869 został mianowany ministrem wojny i marynarki, zastępując gen. Barriosa. Dowodził załogą Asunción. Zginął, wraz z Francisco Solano Lópezem i szeregiem innych dowódców paragwajskich, w Cerro Corá, 1 marca 1870.